# Dagboek voor mijn kinderen
Dagboek voor mijn kinderen (Hongaars: Napló gyermekeimnek) is een Hongaarse dramafilm uit 1984 onder regie van Márta Mészáros.

## Verhaal
Wanneer Juli na de Tweede Wereldoorlog vanuit de Sovjet-Unie terugkeert naar haar thuisland, komt ze terecht bij een stalinistisch gezinde pleegmoeder.

## Rolverdeling
| Acteur           | Personage         |
| ---------------- | ----------------- |
| Zsusza Czinkóczi | Juli              |
| Teri Földi       | Magda (stem)      |
| Anna Polony      | Magda             |
| Jan Nowicki      | János             |
| Sándor Oster     | János (stem)      |
| Mari Szemes      | Grootmoeder       |
| Vilmos Kun       | Grootvader (stem) |
| Pál Zolnay       | Grootvader        |
| Ildikó Bánsági   | Moeder van Juli   |
| Éva Szabó        | Ilonka            |
| Tamás Tóth       | Zoon van János    |